# 幸福送行者
《幸福送行者》（日语：最高の人生の終り方〜エンディングプランナー〜，片名直譯意指「最棒的人生終結方式」，在港澳播出時翻譯片名為「新丁禮儀師」）是TBS系列各電視台於2012年1月12日起所播出的電視連續劇，為木9（每星期四晚間9點）時段的作品之一。以葬儀社與警察局為主要場景的本劇，是山下智久時隔六年再次於TBS電視台主演的電視劇，而共同演出的主要演員還包含了曾與山下合作演出的榮倉奈奈，與演出當時仍為偶像團體AKB48成員的前田敦子，和Hey! Say! JUMP的成員知念侑李等人。

## 簡介
本劇描述在一家警察常用的所發生的故事。
井原真人（山下智久 飾）為井原葬儀屋家族次男。因同父異母的大哥井原健人（反町隆史 飾）無故離家；父親意外去世；原本工作（連鎖居酒屋區經理）引發的事故，一連串的事件使得真人接下原本討厭的家族經營「葬儀屋」。
由於為警察常用葬儀屋，所負責的業務常是「有隱藏故事」的死者。真人在不斷接觸解開可能的謎團的同時，也慢慢與原本有著各種問題的家族共同成長。

## 演員

### 主要人物
- 井原真人：山下智久飾演（少年期的回憶則是由田中理勇（日语：田中理勇）飾）

經營葬儀社的井原家次男，中学3年級的時候母親過世，與父親和4個兄弟姊妹同住。小時因為家中經營葬儀社而遭同學排擠欺負，因此非常討厭這樣的家，並在長大後離家多年不歸。原本在大型連鎖居酒屋經營業者「日本羅賓食品」（日本ロビンフーズ）擔任區域經理職務，但卻因為父親的驟逝與長兄離家失蹤，被迫回家接下家業，成為井原屋的第五代傳人。
- 坂卷優樹：榮倉奈奈 飾演

新手女刑警。在地下鐵月台與真人相遇後又在聯誼時巧遇而熟識，並且負責與井原屋的連絡事宜。擁有柔道黑帶的實力，並且謊稱自己已有交往對象。
- 井原晴香：前田敦子（AKB48前成員）飾演

井原家長女，健人與真人的大妹。短大畢業後就開始幫助家裡的生意，擔任葬儀社的管理與舉辦喪禮時的司儀等工作。由於父母的失誤在年幼時遭遇事故，造成右腳行動不良的後遺症，並因此感到自卑。
- 井原隼人：知念侑李（Hey! Say! JUMP成員）飾演

井原家三男，健人、真人與晴香的弟弟。大學一年級生，原本離家一人在外居住，但在父親驟逝後考量到財務問題，而被兄姊要求搬回家一起居住。
- 井原健人：反町隆史 飾演

井原家長男，真人的同父異母哥哥，對弟妹非常照顧因此深受愛戴。原本預定繼承葬儀社家業的健人經常以外出攝影的理由離家流浪，在父親臨死前也離家出走失去音訊，瞞著弟妹在靜岡縣富士市的小酒吧工作。健人在偶然的機緣下遇到么妹桃子，而得知父親的死訊並返家。因為患有腦部腫瘤的問題經常會失去意識或記憶，但一直對家人隱瞞這秘密，直到最後才不得不坦承真相。
- 岩田逸郎：山崎努 飾演

井原浩太郎的友人，坂卷優樹的外祖父。原本是位刑警的他因為地下鐵月台上的意外而身亡，並且以亡靈之姿徘徊在人間，但只有真人可以見得到他。經常造訪井原家，給予真人許多意見與指點。

### 井原家
- 井原桃子：大野絲 飾演

井原家女。高中二年級生，與學校的老師有著不倫之戀。個子高大貪吃，自我中心的個性、衝動口不擇言，經常與家人、尤其是姊姊晴香發生衝突。
- 井原浩太郎：蟹江敬三 飾演

井原兄弟姊妹等人的父親。葬儀社「葬儀的井原屋」第四代店主。在工作中為了拿取高處的物品而自長梯上跌落，傷重不治。死前曾留言要求真人與晴香如果真的不喜歡繼承家業，將葬儀社關掉也沒關係。在世時經常將「養了那麼多孩子卻沒一個可靠」的抱怨掛在嘴上，但私底下卻是個會將兒女生活中所有的紀錄一一妥善保存、愛護子女的單親父親。
- 田中英輔：大友康平（日语：大友康平）（老牌搖滾樂團HOUND DOG（日语：HOUND DOG）主唱）飾演

井原屋的資深員工。原本在浩太郎過世後已經找到下份工作，但卻在真人決定繼承家業後決定繼續效力輔佐井原屋。

### 警視廳高圓寺署
- 長峰潤：水上劍星（日语：水上剣星） 飾演

高圓寺署的刑警，坂卷的前輩與搭檔。喜歡吃炸豬排，新婚且太太剛懷孕，為了即將當上新手父親而非常興奮。因追蹤案件而在私人時間與知情者會面時遭到殺害。
- 木野原義男：塩見三省（日语：塩見三省） 飾演

警署內的資深刑警，是坂卷的外公生前的搭檔與長峰進入刑事課時的第一任上司。原本被認為是可信賴的人，但實際上卻隱瞞著不可告人的秘密。

### 其他
- 香川夕子：磯野貴理子 飾演

與婆婆一同在井原屋所在的商店街上經營花店，井原屋承辦喪禮時所使用的花飾都是由香川生花店供應。
- 村内彌生：橋本真實（日语：橋本真実） 飾演

在井原屋所在的商店街經營外燴生意，也是井原屋的供應商之一。
- 水野可南子：岡本玲（日语：岡本玲） 飾演

隼人的大學同班同學與網球社的朋友。因為父親經營的公司破產家道中落，而必須在酒店陪酒賺取學費。
- 川原達法：黄川田将也 飾演

桃子的學校老師，兩人之間也存在著不倫的婚外情關係。

### 客串演員
第1話
- 長田榮司：設樂統（搞笑雙人組香蕉人成員）飾演

在井原真人所負責督導的居酒屋「哥倫布」（コロンブス）善福寺店擔任店長。被人發現墜樓身亡後，一度曾以為是承受不了業績壓力而自殺，但卻在井原與坂卷等人的調查下得知另有真相。
- 長田光江：吉行和子 飾演（在第1與第6話登場）

榮司的母親。
- 今野友也：藤本哉汰 飾演（第1、2、3、5、6話）

與長田榮司在公寓屋頂上玩接球的小學生。之後得知與自己玩球的長田並非陌生人，而是自己的生父。
- 林田：宮川一朗太（日语：宮川一朗太） 飾演

真人在日本羅賓食品任職時的上司，個性冷酷。為了避免長田的死牽連到公司，要求真人竄改業務訪談記錄中的敘述。
- 倉木陽一郎：玉森裕太（Kis-My-Ft2成員）飾演（第1、2話）

至「哥倫布」居酒屋應徵工作但被忙碌的真人打發離開的年輕人。數日後遭刺殺而成為第二集中的死者。
- 梓梓：美馬子 飾演（僅有在手機畫面的大頭貼中露臉）

真人的女友，在國外遊學中，偶爾會打電話給真人。
第2話
- 谷澤 奈：杏 飾演

在車站前表演薩克斯風的街頭藝人。被街頭混混糾纏時受到倉木陽一郎的幫助，但卻導致倉木遭人刺殺成為無名屍的事件。
- 佐藤啓二：峰龍太（日语：峰竜太） 飾演

經常以富士山作為拍攝題材的靜岡攝影師。倉木死時手中緊握的「Merry Xmas」明信片之拍攝者。
第3話
- 香川澄子：草笛光子 飾演

香川夕子的婆婆，與夕子兩人經常為了家中小事及生花店的經營理念而吵架。雖然乍看之下是對水火不容的婆媳，但卻私下為了媳婦的生日與20週年結婚紀念而籌備奔走，但卻不幸在探勘活動場地的過程中，與友人一同死於一氧化碳中毒的意外中。
- 聖星矢 / 高井良彦：前川泰之（日语：前川泰之） 飾演

在牛郎俱樂部「Royal」工作的男公關。因為與香川婆婆一同出遊時意外死於輕井澤的度假小屋中，而被誤會兩人之間有不可告人的關係，但最後卻證實兩人只是因為有共同的志趣而成為好友。
- 香川忠：小濱正寛（日语：小浜正寛） 飾演

香川夕子的丈夫與澄子的兒子。雖然家中是經營花店，但本身卻只是普通的上班族。
- 沒提及姓名的男公關：渡部建（搞笑兩人組UNJASH成員）飾演

牛郎俱樂部的男公關，高井良彥的同事。在井原真人與坂卷優樹造訪俱樂部打聽香川婆婆的消息時，透露了關於輕井澤的一些資訊。
- 一之瀨壯太：駿河太郎 飾演（第3、4、7、10話）

在大型葬儀服務公司「太陽會館」任職的社員。以本名透過部落格留言與井原晴香書信往返而互生好感，原本與晴香相約見面，但晴香卻臨場退卻。之後兩人在不知對方身份的狀況下於職場上發生數次爭執，晴香才恍然大悟爭執的人竟然就是透過網路認識的愛慕對象，而陷入低潮。最後在真人的撮合之下兩人互換心意，並且開始交往。
第4話
- 岡部秀喜：哀川翔（日语：哀川翔） 飾演（少年期由佐藤詩音（日语：佐藤詩音）飾演）

原本在一般的商社工作，之後辭職回到家中經營的建設公司「岡部組」協助父親的生意，是岡部兩兄弟的哥哥。在生意的經營上講求公司獲利第一而被認為手段太過冷酷，而常與弟弟發生爭執。因為自己拖油瓶的身份與父親之間並無血緣關係，而一直耿耿於懷，但最後卻在父親的空白遺書中回想起父子之間的真感情。
- 岡部剛史：小市慢太郎 飾演

秀喜的同母異父兄弟，在父親過世後繼承了岡部組的生意。在生意的經營上，非常重視與員工間的感情經營。
- 岡部啓介：織本順吉（日语：織本順吉）飾演（青年期由骨川道夫飾演）

岡部組的創業社長，在河邊釣魚時疑似心臟病發作跌落水中溺斃，但卻牽扯出可能是假意外的保險詐財事件。
第5、6話
- 及川 孝太 - 鈴木一真（日语：鈴木一真）（第5話）
- エリカ - 平愛梨（第5話）
- 川原 彩 - 白羽百合
- 小島 真二 - 兒島功一（第6話）

第5話
- 白井 幸造 - 龍雷太（日语：龍雷太）

杉並区立梅里小学校元校長，晴香的恩師。強盗闖進自己的家裡，被殺死。
- 村内 綠 - 松本海希（日语：松本じゅん）

弥生的母親。
第8 - 最終話
- 長峰 美幸 - 西原亞希（日语：西原亜希）（第8話）

長峰潤的妻子。
- 大林 健一 - 榊英雄（日语：榊英雄）（第8 - 9話）

大林恭子的弟弟。
- 戸川 美奈子 - 長山藍子（日语：長山藍子）（第9 - 最終話）

健人的親生母親。
- 嶋田 みどり - 入山法子（第9 - 最終話）

來訪的護士，負責健人臨終前的人。
- 大林 恭子 - 江口ナオ（日语：江口ナオ）（最終話）

不知被誰殺死而遺棄的屍體。
- 竹下 絵津子 - 吉田羊（最終話）

## 主題曲
- 《愛、Texas》（愛、テキサス）

作詞：（藥師丸悅子）；作曲、編曲：永井聖一；主唱：山下智久

## 製作團隊
- 腳本：渡邊千穂
- 音樂：羽毛田丈史
- 監製：伊與田英徳
- 導演：石井康晴、川嶋龍太郎、山室大輔
- 製作著作：TBS

## 收視率
| 各話                                                     | 放送日        | 日文標題 | 中文標題                                            | 導演       | 收視率 |
| -------------------------------------------------------- | ------------- | -------- | --------------------------------------------------- | ---------- | ------ |
| 第1話                                                    | 2012年1月12日 |          | 我、成為葬儀社繼承人 〜有著戀愛、眼淚與神秘的人倫劇 | 石井康晴   | 15.3%  |
| 第2話                                                    | 2012年1月19日 |          | 涙與葬儀屋之謎                                      | 石井康晴   | 11.0%  |
| 第3話                                                    | 2012年1月26日 |          | 婆媳之爭與眼淚                                      | 川嶋龍太郎 | 12.9%  |
| 第4話                                                    | 2012年2月2日  |          | 遺產繼承〜空白遺囑之淚                              | 山室大輔   | 9.1%   |
| 第5話                                                    | 2012年2月9日  |          | 2枚戒指〜弟弟的戀愛是哥哥的秘密                     | 石井康晴   | 9.8%   |
| 第6話                                                    | 2012年2月16日 |          | 悲哀的婚外情之結果〜對孫子的愛                      | 川嶋龍太郎 | 10.4%  |
| 第7話                                                    | 2012年2月23日 |          | 哥哥謝謝你～妹妹的初戀                              | 山室大輔   | 9.6%   |
| 第8話                                                    | 2012年3月1日  |          | 為哥哥想法全家哭泣～淚之殉職                        | 石井康晴   | 9.9%   |
| 第9話                                                    | 2012年3月8日  |          | 最終前編! 母親的愛                                  | 川嶋龍太郎 | 10.5%  |
| 最終話                                                   | 2012年3月15日 |          | 我愛妳                                              | 石井康晴   | 10.4%  |
| 平均收視率10.89%（根據Video Research針對關東地區的調查） |               |          |                                                     |            |        |

## 相關作品
- 原著小說，ISBN 978-4-8030-0301-7，泰文堂 出版，龍田力 著

## 外部連結
- TBS電視台－最棒的人生終結方式～Ending Planner～ （页面存档备份，存于）
- 緯來日本台－幸福送行者 （页面存档备份，存于）

## 作品的變遷
| TBS週四9時連續劇                               | TBS週四9時連續劇                             | TBS週四9時連續劇 |
| ---------------------------------------------- | -------------------------------------------- | ---------------- |
|                                                | 最棒的人生終結方式 （2012.1.12 - 2012.3.15） |                  |
| 逃亡～為了所愛的你 （2011.10.27 - 2011.12.22） | 爸爸偶像 （2012.4.19 - 2012.6.28）           |                  |

| 緯來日本台 週一至週五 22:00至23:00 | 緯來日本台 週一至週五 22:00至23:00 | 緯來日本台 週一至週五 22:00至23:00 |
| ---------------------------------- | ---------------------------------- | ---------------------------------- |
|                                    | （2012.09.03 - 2012.09.14）        |                                    |
| （2012.08.21 - 2012.08.30）        | 美丘 （2012.09.17 - 2012.09.28）   |                                    |

| 香港 無綫劇集台 星期日15:00-17:00及21:00-23:00           | 香港 無綫劇集台 星期日15:00-17:00及21:00-23:00 | 香港 無綫劇集台 星期日15:00-17:00及21:00-23:00                          |
| -------------------------------------------------------- | ---------------------------------------------- | ----------------------------------------------------------------------- |
|                                                          | （2012.10.28 - 2012.11.25）                    |                                                                         |
| （2012.09.16 - 2012.10.21）                              | （2012.12.02 - 2013.01.06）                    |                                                                         |
| 香港 無綫電視翡翠台 星期一 凌晨劇集時段 （每次播映兩集） |                                                |                                                                         |
| 砂之器 （2013.08.26 - 2013.09.02）                       | 新丁禮儀師 （2013.09.09 - 2013.10.07）         | 熱血警校~最後的晚餐 （2013.10.14） 熱血警校 （2013.10.21 - 2013.11.25） |
| 香港 高清翡翠台 星期日 09:00-11:00 10月19日 08:30-11:00  |                                                |                                                                         |
| （2014.09.14 - 2014.10.12）                              | （2014.10.19 - 2014.11.16）                    | （2014.11.23 - 2014.12.28）                                             |